# Jean-Philippe Stassen
Pour les articles homonymes, voir Stassen.
Jean-Philippe Stassen, né le 14 mars 1966 à Liège, est un auteur de bande dessinée belge. Plusieurs de ses œuvres s'inspirent de ses voyages en Afrique.

## Biographie
Jean-Philippe Stassen naît le 14 mars 1966 à Liège,. Il n'a que 16 ans lorsqu'il réalise son premier travail rémunéré : une histoire sur l'immigration marocaine, commanditée par une association d'extrême gauche panarabe laïque. Sa scolarité se déroule bien alors qu'il n'aime pas l'école mais selon ses dires, il est un élève qui faisait la fierté de ses grands-oncles curés.
Dans sa jeunesse, Stassen traverse de nombreux pays, comme le Mali, l'Algérie, le Sénégal, le Burkina Faso et le Maroc, ce qui se traduit dans ses œuvres,. Il exerce comme cuisinier, roadie, affichiste. À partir de 1985, il collabore avec L'Écho des savanes.
Collaborant d'abord avec Denis Lapière qui signe les scénarios de ses premiers albums : Bahamas (1988), Bullwhite (1989), le diptyque Le Bar du vieux Français en 1992-1993 (Alph'Art coup de cœur à Angoulême), il devient un auteur complet à partir de Louis le Portugais (1998) et Thérèse (1999), suivis en 2000 par Déogratias (Prix René Goscinny du meilleur scénario et Prix France Info), ayant pour cadre le Rwanda avant et juste après le génocide de 1994, et, dans son sillage, Les Enfants, en 2004, également situé au Rwanda,.
Quelques chroniques sur la région des Grands Lacs, qu'il connaît bien, sont parues en 2002 en un recueil titré Pawa, Chroniques des Monts de la Lune (éd. Delcourt). Il illustre avec Sylvain Venayre deux textes de Joseph Conrad, publiés en 2006 chez Futuropolis : Un avant-poste du progrès et Au Cœur des ténèbres; en parallèle, il illustre Nous avons tué le chien teigneux sur un texte de Luis Bernardo Honwana. En 2008, pour La Revue dessinée, il signe Les Visiteurs de Gibraltar ; il élabore aussi des reportages dans la revue XXI.
Sur un scénario de Sylvain Venayre, il signe une adaptation de L'Île au trésor en 2012 chez Futuropolis. En solo, il réalise I Comb Jesus et autres reportages africains, publié en 2014.
En 2015, Stassen s'associe, par ses dessins, à Guillaume Herbaut (photos) et Vadimsky (vidéo) pour un récit de voyage : Ukraine : d'ouest en est. Il s'agit d'un trajet de 5000 kilomètres en voiture du 23 février au 15 mars. La chronique, publiée sous forme de blog hébergé sur le site du quotidien français Le Monde, fait ensuite l'objet d'expositions.
Dans l'ouvrage collectif France Info, 30 ans d'actualités (Futuropolis, 2017), l'artiste signe un récit sur le Génocide des Tutsi du Rwanda.
Le critique Patrick Gaumer voit en lui « l'un des artistes les plus essentiels de sa génération » et dont les œuvres sont franchement engagées.

## Œuvres

### Romans graphiques
- Bahamas (sur un scénario de Denis Lapière), éd. Albin Michel, coll. « L'Écho des savanes », Paris, 1988  (ISBN 2-226-03165-0)
- Bullwhite (sur un scénario de Denis Lapière), éd. Albin Michel, coll. « L'Écho des savanes », Paris, 1989  (ISBN 2-226-03565-6)
- Le Bar du vieux Français (sur un scénario de Denis Lapière), éd. Dupuis, coll. « Aire Libre » :

1. Tome 1, 1992  (ISBN 2-8001-1910-1)
2. Tome 2, 1993  (ISBN 2-8001-1996-9)
  - Intégrale, 1999  (ISBN 2-8001-2862-3)

- Louis le Portugais[14], Dupuis, coll. « Aire Libre », 1998  (ISBN 2-8001-2383-4)
- Thérèse[15],[16], Dupuis, coll. « Aire Libre », 1999  (ISBN 2-8001-2805-4)
- Déogratias[17], Dupuis, coll. « Aire Libre », 2000  (ISBN 2-8001-2972-7)
- Pawa[18] : Chronique des monts de la Lune, éd. Delcourt, coll. « Encrages », Paris, 2002  (ISBN 2-84055-691-X)
- Les Enfants[19],[20],[21], éd. Dupuis, coll. « Aire Libre », 2004  (ISBN 2-8001-3169-1)
- Nous avons tué le chien teigneux (illustration du texte de Luís Bernardo Honwana), trad. de Michel Laban, éd. Chandeigne, Paris, 2006  (ISBN 2-915540-24-1)
- Cœur des ténèbres (édition illustrée et commentée du texte de Joseph Conrad, avec Sylvain Venayre), Futuropolis, Paris, 2006   (ISBN 2754800654)
- L'Île au trésor[22] (sur un scénario de Sylvain Venayre, librement adapté du texte de Robert-Louis Stevenson), Futuropolis, Paris, 2012  (ISBN 978-2-7548-0196-6)
- I comb Jesus et autres reportages africains, Futuropolis, Paris, 8 janvier 2015
Scénario, dessin et couleurs : Jean-Philippe Stassen -  (ISBN 978-2-7548-1175-0)

### Collectifs
- 1. Il était une fois le Mondiale - Première partie 1930-1962[23], Paul Ide Éditions, Bruxelles, janvier 1990
Scénario : collectif - Dessin : collectif dont Jean-Philippe Stassen - Couleurs : Jacques Bours, F. Daminet et C. Gillain,Scénario : Christian Hubert, Stephen Desberg, Denis Lapière et Sergio Salma. - Dessins : Crisse, Didgé, Olivier Grenson, Marc Hernu, Jidéhem, Julien, Philippe Wurm, Laurent Verron et Jean-Philippe Stassen. Offert par Philips.
- 2. Il était une fois le Mondiale - Deuxième partie 1966-1990[24], Paul Ide Éditions, Bruxelles, mars 1990
Scénario : collectif - Dessin : collectif dont Jean-Philippe Stassen - Couleurs : J. Bours, F. Daminet et C. Gillain
- 1001 Visions du sexe, Graph Zeppelin, 28 novembre 2014
Scénario : Patrice Bauduinet - Dessin : collectif dont Jean-Philippe Stassen - Couleurs : noir et blanc -  (ISBN 979-10-94169-01-8)

### Illustration
- Luís Bernardo Honwana (ill. Jean-Philippe Stassen), Nous avons tué le chien teigneux, Paris, Chandeigne, coll. « Série illustrée », 2006, 90 p., ill. ; 18 cm (ISBN 9782915540246)

### En revues, journaux et fanzines
- participation à Pas de quartier[25], fanzine collectif réalisé le 9 mars 1995 à la librairie : La Marque jaune, Liège, MCB production.

## Prix et distinctions
- 1992 : 
  -  prix BD du festival de Durbuy pour Le Bar du vieux Français[26] (avec Denis Lapière) ;
  -  Stripschappenning[1] album de l'année pour Le Bar du vieux Français tome 1 avec Denis Lapière, meilleur album étranger à Breda :
- 1993 : 
  -  Alph-Art coup de cœur du festival d'Angoulême pour Le Bar du Vieux Français (avec Denis Lapière)[27]
  -  prix Bloody Mary et prix du jury œcuménique de la bande dessinée pour Le Bar du Vieux Français (avec Denis Lapière)[27] ;
- 2000 : 
  -  prix René Goscinny pour Déogratias[27] ;
  -  prix du meilleur dessin décerné par la Chambre belge des experts en bande dessinée[28] pour Déogratias ;
- 2001 :  prix France Info de la bande dessinée d'actualité et de reportage pour Déogratias[29] ;
- 2005 : prix des 20 ans remis par l'ACBD pour Le Bar du Vieux Français (avec Denis Lapière)[30] ;
- 2007 :  Glyph Comic Award (en)[31] pour Deogratias: A Tale of Rwanda ;
- 2014 : Chevalier des Arts et des Lettres[32][réf. nécessaire] ;
- 2015 :  prix du Club de la presse Auvergne pour I Comb Jesus et autres reportages africains[33].

#### Livres
: document utilisé comme source pour la rédaction de cet article.
- Jean Pirotte (dir.) et Luc Courtois, Du régional à l'universel. : L'imaginaire wallon dans la bande dessinée., Louvain-la-Neuve, Fondation wallonne Pierre-Marie et Jean-François Humblet, 1999, 310 p. (ISBN 978-2-9600072-3-7 et 2960007239, OCLC 1075833932), p. 251 lire sur Google Livres
- Patrick Gaumer, « Stassen Jean-Philippe », dans Dictionnaire mondial de la BD, Paris, Larousse, 2010, 953 p., ill. ; 27 cm (ISBN 978-2-0358-4331-9 et 2-0358-4331-6, OCLC 920924930, présentation en ligne), p. 804. .
- Thierry Bellefroid et Jean-Marie Derscheid, « Stassen Jean-Philippe », dans 77 auteurs de bande dessinée en Wallonie et à Bruxelles, Bruxelles, Wallonie-Bruxelles International, 2017, 128 p., ill. ; 26 cm (ISBN 2-930071-83-4, lire en ligne), p. 18-19.

#### Périodiques
- Jean-Philippe Stassen (interviewé par Vincent Henri), « Les invités : Stassen », La Lettre - L'officiel de la bande dessinée, Dargaud, no 67,‎ septembre-octobre 2002, p. 25 ;
- PP, « Les Enfants : M'enfant ! », BoDoï, no 71,‎ février 2004, p. 14.

#### Articles
- Yves-Marie Labé, « Un parfum d'affaires », Le Monde,‎ 23 avril 1999.
- Joël Matriche, « Le portrait de Jean-Philippe Stassen », Le Soir,‎ 9 mars 2001.
- Jean-Philippe Stassen (int.), Gilles Ciment et Thierry Groensteen, « Itinéraire : entretien avec Jean-Philippe Stassen », Neuvième Art 2.0, Cité internationale de la bande dessinée et de l'image,‎ janvier 2002 (lire en ligne, consulté le 25 avril 2023).
- Thiébault Dromard, « Jean-Paul Stassen : l'art du reportage dessiné. Avec Déogratias ou Pawa, il démontre que la BD peut s'assimiler au grand reportage », Le Figaro,‎ 6 août 2003.
- Jean-Philippe Stassen (int.) et Daniel Couvreur, « Entretien - Près des Grands Lacs, où la guerre cicatrise toujours, Stassen dessine les enfants du génocide. », Le Soir,‎ 5 mars 2004.
- Olivier Delcroix et Thiébault Dromard, « La tragédie africaine de Stassen. Dans Les Enfants, il suit des gosses perdus aux marges d'un pays en guerre », Le Figaro,‎ 9 avril 2004.
- Yves-Marie Labé, « Chroniques de Novi Sad et d'Alzheimer », Le Monde des livres,‎ 4 juin 2004.
- Daniel Couvreur, « Le chien aux yeux bleus des colonies », Le Soir,‎ 23 juin 2006.
- « BD : Stassen raconteur et rapporteur de l'Histoire », TV5 Monde,‎ 8 janvier 2015 (lire en ligne, consulté le 25 avril 2023).

### Vidéographie
- [vidéo] « Jean-Philippe Stassen interview "Liège, terre de BD", festival international de la BD de Liège, 23e édition (2016) », sur YouTube